# 日本における同性愛
日本における同性愛（にほんにおけるどうせいあい）の記録は、古代に遡る。かつて日本では、男性同性愛は「男色」（なんしょく、だんしょく）、江戸期以降の武家社会におけるものは「衆道」・「若衆道」、歌舞伎の世界では「陰間」などの言葉で表現されていた。女性の同性愛については未解明な部分も多い。

## 概略
日本における男性同性愛や男性同士の性行為に関連する記録は古代に遡ることができる。明治時代初頭の一時期より前の日本には、同性愛を制限する法律は存在せず、場所や状況によっては男色はほとんど公然と行われたといわれる。
古くから寺院においては女人禁制の掟があり、女性と性交渉をすることは禁じられていたが、同性間の性交渉を禁じる掟というものはなく、同性を性的対象と見なす機会が多くなりがちであった。性交の対象となる女性が容易に見つからない状況下における機会的同性愛や、女性に近い容貌の美少年や女形などの女装少年への性行為など、異性愛が背景にあるものも含まれていたと考えられる。
明治初期の1872年、西欧キリスト教社会の影響で同性愛行為の中で鶏姦（肛門性交）のみが違法とされたが（鶏姦罪）、1880年制定の旧刑法にはこの規定は盛り込まれず撤廃された（後述）。
日本は、性的マイノリティ男性の迫害や逮捕などの歴史を持たず、政府などによる表立った差別もほとんどみられなかったという見方がある。しかしその一方で、性的マイノリティ女性についても歴史的な資料が圧倒的に少ない。その背景には家父長制的な社会では抑圧を受ける側の声は表立ってあげられなかったことがある。
2023年6月には性的指向及びジェンダーアイデンティティの多様性に関する国民の理解の増進に関する法律が国会で成立し、施行された。この法律は形の上はLGBTなどの性的少数者に対する理解を広めるための施策を謳っているが、数々の問題も当事者団体等から指摘される。
以下では日本における同性愛の歴史などについて触れる。

## 歴史
武家における男色は「衆道」も参照、太平洋戦争後については「新宿二丁目#ゲイ・タウンの歴史」も参照
「男色」（なんしょく）という言葉は日本だけでなく同じ漢字を用いる中国にも存在し、「色」は両国ともに性的な快楽を意味している。この用語は近代以前の日本における男性間の性行為に類するものに広く使われていた。「衆道」という用語も特に古典を中心に使われていた。タフツ大学の歴史学教授 Gary Leupp によると、古代における日本の男色習慣は中国から伝来し、漢字などと共に日本の文化に取り込まれていったとされる。
無名の作家による同性への恋を綴った古の作品は存在するが、それらの多くは微かな表現であり、一般的な同性の友人に対する愛情を表現したものとする見方もある。それにも関わらずそれらは後世にまで語り継がれ、また平安時代にはさらに増え、11世紀頃にはより多くなってくる。
藤原頼長をはじめとした平安時代に実在した人物の日記には同性愛行為の記述を含んだものが存在している。そのうちのいくつかは当時天皇の地位にあった人物との関係性を記したものも存在した。以下では年代ごとに日本における同性愛の歴史に触れる。

### 古代〜近世

#### 古代
日本における男色の最初の記録として、4世紀ごろの記述である『日本書紀』の神功皇后の項にある記述をあげる説（岡部東平「阿豆那比考」『嚶々筆語』一巻、1830）もある。「摂政元年に昼が闇のようになり、これが何日間も続いた。皇后がこの怪異の理由を尋ねたところ、ある老人が言うには、神官の小竹祝の病死を悲しんだ天野祝が後を追い、両人を合葬した「阿豆那比（アヅナヒ）之罪」のためであるという。そのため墓を開き、両者を別々の棺に納めて埋葬すると、直ちに日が照り出した」との記述がある。岡部説では、この「阿豆那比の罪」が日本最古の男色の罪とするが、史料に忠実に解釈すると、「阿豆那比の罪」は血縁関係に無い別社(二社)の神職を一緒に埋葬したことを指すといえる(難波美緒説、2014)。他にも後追い自殺(殉死)をした関係性は『日本書紀』に十数件が記述される。また、天皇から寵愛を受けたという記述も多く残る。全てを男色とは決めつけられないが、男性が男性を「寵愛」する記述は珍しいものではない。

#### 奈良・平安時代： 寺院での男色
奈良・平安時代には仏教の広まりとともに、寺院での男色もかなり広まったと考えられている。奈良時代には貴族の子弟が寺院に入り、僧の身の回りの世話などをすることが制度として確立していた。男色の対象とされた少年達は、元々は稚児として寺に入った者達である。彼ら有髪の少年は寺稚児、垂髪、渇食などと呼ばれた。こうした稚児を寵愛する風習は、奈良時代以降かなり仏教界に広まっていた。天台宗などでは僧と稚児の初夜の前に行われる「稚児灌頂（ちごかんじょう）」という儀式があり、稲垣足穂『少年愛の美学』に詳しい。灌頂を受けた稚児は観音菩薩の化身とされ、僧侶は灌頂を受けた稚児とのみ性交が許された。寺社内での男色を知る貴重な資料に、平安時代に成立したとされ、稚児灌頂について記された『弘児聖教秘伝』や、大分後のものだが京都醍醐寺所蔵の「稚児之草紙絵巻」(元享元年,鎌倉末期)などがある。奈良時代にはめぼしい男色の記録はないが、『万葉集』には大伴家持らの男性に宛てたと思われる恋愛を詠んだ和歌が多数収められている。また、奈良時代後期には孝謙天皇の皇太子に立てられていた皇族・道祖王が「先帝（聖武天皇）の喪中であるにもかかわらず侍童と姦淫をなし、先帝への服喪の礼を失した」などの理由で廃嫡に追い込まれたとの記録がある。

#### 平安末期・鎌倉時代： 公家への広がり
平安時代末期には男色の流行が公家にも及び、その片鱗は、例えば複数の男色関係を明言している藤原頼長（平安時代末期）の日記『台記』に窺える。また源義経（平安時代末期 - 鎌倉時代初期）と、武蔵坊弁慶や佐藤継信・佐藤忠信兄弟との主従関係にも制度的な片鱗を見出す説がある。北畠親房（鎌倉時代後期 - 南北朝時代）は『神皇正統記』で男色の流行に言及しており、その頃にも流行していた証拠とされている。14世紀（鎌倉末期-室町初期）に成立したと推定されている『稚児観音縁起』には稚児と僧の関系が描かれている。

#### 室町時代：武士の男色
平安末期には武士社会は台頭していたが、中世室町時代には武士の間で男色が盛んになり、その主従関係の価値観と重ね合わせられた。後にこの関係は「衆道」と呼ばれる（後述）。
三代将軍・足利義満は能役者の世阿弥が少年だった頃、彼を寵愛した。この二人の男色関係は芸能の発展において多大な影響を与えたとされている。また六代将軍・足利義教は赤松貞村という武士を愛して領地を加増した。その後、同族の赤松満祐にこれを不満に思われたことも理由の一つとなり、義教は暗殺される。八代将軍・足利義政は有馬持家、烏丸資任ら寵童を側に置いた。その他の武士にも男色を風雅の道として行う者がいた。
この時代に成立した能や狂言には男色がとても多く取り入れられており、代表的なものに『菊慈童』、『花月』などがある。また『幻夢物語』、『嵯峨物語』、『鳥辺山物語』などの稚児物語が多くつくられ、内容は公家や寺院におけるものが多くを占める。これは物語をつくる能力が公家らに独占されていたからだとされ、武士の間で男色が少なかったことを意味しない。

#### 戦国時代：戦国大名の家中における男色
戦国時代の随筆「梧窓漫筆」に、「戦国の時には男色盛んに行なはれ、寵童の中より大剛の勇士多く出づ」 とあるように、戦国時代には武士の男色がますます盛んになったといわれ、戦国大名が小姓を男色の対象とした例が数多く見られる。
例えば、武田信玄と姓不詳の小姓・源助の例があり、信玄は源助に対し別の小姓・弥七郎との関係を否定する起請文を提出している。信玄には源助以外にも男色相手がおり、『甲陽軍鑑』によれば、「土屋右衛門尉、元来は金丸筑前守と申仁、武田の家の中老也、此子息七人あり、一男金丸平三郎とて落合彦介に惨殺さるる、二男は平八郎とて信玄公御座をなをし」とある。「平八郎」は土屋昌続であり、「御座をなをし」は男色の相手をするという意味の隠語とみられている。また、武田勝頼も土屋昌続の弟・土屋昌恒を寵愛したとされる。

ほか、一次史料から判断できる例としては伊達政宗と只野作十郎（政宗から浮気を疑われた作十郎は疑いを晴らす為、自ら腕を刀で突き血でしたためた起請文を送っている）の例がある。
史料上の根拠はないが、人口に膾炙しているものとしては、織田信長と森成利（蘭丸）、豊臣秀次とその美貌が後世まで語り継がれる不破万作 、上杉景勝と清野長範などが男色関係にあったとする説がある。
1549年に来日したフランシスコ・ザビエルは日本人を賞賛しながらも、許すことができない罪悪として男色を挙げ、ザビエルを保護し布教を許した山口の大名、大内義隆がもつ美少年の数の多さに驚き嘆いている。大内も当初はザビエルに男色などを非難されたことに立腹し、布教の許可は下さなかった。また天正7年（1579年）に初来日したイタリア宣教師、アレッサンドロ・ヴァリニャーノは、日本人に見られる罪悪は色欲に耽ることだとして、特に男色については、「彼らはそれを重大なことと考えていないから、若衆たちも関係のある相手もこれを誇りとし、公然と口にし、隠そうとはしない」と書いている。時代は江戸初期に跨るが元和5年（1619年）に来日したフランソワ・カロンも、「貴族の中には僧侶並に男色に汚れている者があるが、彼らはこれを罪とも恥ともしない」と言っている。

#### 江戸時代前期：衆道の確立、男色文化全盛へ
男色に武家の作法が融合したものを衆道という。「若衆道」の略語で、いつから使われ出したかは分かっていない。しかし現在確認できているものでは承応二年（1653年）の江戸幕府の「市廛商估并文武市籍寄名者令條（遊女并隠賣女）」に出てくるものが、幕府の公式令條としては初出だとされている 。その為、武士の男色は鎌倉時代にはみられ、室町時代に盛んになったが、衆道と呼ばれるようになったのは江戸時代からと推測されている。
徳川将軍15代のうち、7人に衆道関係があったことが知られており、中でも徳川三代将軍・家光と五代将軍・綱吉の衆道耽溺がよく知られている。家光は余りに少年ばかりを愛し女性を近づけようとしなかったので、乳母の春日局が心配したという逸話があり、その結果大奥ができたといわれている。綱吉は多くのお小姓を抱えていたが、江戸城に「桐之間（きりのま）」という男色の間を設け、美貌の能役者や旗本の子弟らとの閨房としても使った。綱吉が囲った美少年は「桐之間御番」と呼ばれ、元禄4年（1691年）にはその中でも特に容姿の優れた美少年だけを集めて「桐御殿」に住まわせた。綱吉の下で権勢を振るった柳沢吉保も少年時代に綱吉の寵童だったことが知られている。
また江戸初期は衆道とは別に、若衆歌舞伎に代表される、売色化した新しい形の男色文化が開花した。「陰間」遊びが町人の間で流行し、遊女ならぬ色若衆と呼ばれる少年達が多数現れ、少年を置いた陰間茶屋が繁盛した。この種の売色衆道は室町後半からあったが、江戸時代に流行して根付いた。少年を置いた遊郭は、京、大坂、江戸に多数あり、京は宮川町、大坂は道頓堀など、江戸では日本橋の葭町や湯島天神門前町などに集中した。
男色は当時の町人文化にも好んで題材とされ、井原西鶴の『好色一代男』（1682年）には主人公が一生のうちに交わった人数を「たはふれし女三千七百四十二人。小人（少年）のもてあそび七百二十五人」と書かれている。西鶴は他にも『男色大鑑』、『武士伝来記』で男色を扱っており、近松門左衛門（1653年-1725年）も男色を取り上げた作品を書いている。こうして僧侶、公家、武士と続いてきた男色は町人にも広がって、売色としての男色が確立した。この様に近代より前の日本で男色は、倒錯的行為としてや、女色と比較して倫理的に問題がある行為と見なされることはなかった。
ただし江戸初期にあっても、諸藩において家臣の衆道を厳しく取り締まる動きも現れた。特に姫路藩主池田光政（1609年-1682年）は家中での衆道を厳しく禁じ、違反した家臣を追放に処している。また慶安5年(1652年)には少年売色が盛んだった若衆歌舞伎も江戸町奉行所に禁止された。

#### 江戸時代中後期：男色文化、余り目立たない時代へ
江戸時代中頃になると、君主への忠誠よりも男色相手との関係を大切にしたり、美少年をめぐる刃傷事件などのトラブルが頻発したため、風紀を乱すものとして問題視されるようになる。姫路藩主池田光政（1609年-1682年）は男色行為厳禁として、違反した家臣を領内追放に処している。米沢藩の上杉治憲が安永4年（1775年）に男色を衆道と称し、厳重な取り締まりを命じていたり、江戸幕府でも享保の改革・寛政の改革・天保の改革などで徹底的な風俗の取り締まりが行われ、天保13年（1842年）に陰間茶屋は禁止された。幕末には公然とは次第に行われなくなっていった。
ただこの時代にも、既に触れた武士道における衆道の心得を説いた『葉隠』（1716年頃）が出されているほか、町人文化や文学でも男色は描かれていた。例えば平賀源内は『菊の園』『男色細見』（1775年）などの陰間茶屋案内書や、『根無草/根南志具佐』（閻魔大王を美少年愛好家として描く）や『乱菊穴捜』といった男色小説を書いている。上田秋成の『雨月物語』（1768年序）にも男色に関する二編が登場し、十返舎一九『東海道中膝栗毛』（1802年〜）には同性愛関係にあった2人の主人公が登場し、喜多八は弥次郎兵衛の馴染の陰間であったことが述べられている。葛飾北斎（1760年-1849年）や歌川広重（1797年-1858年）らも浮世絵やその一種である春画などで同性愛を描いた作品を残している。また歌舞伎の白浪五人男（1862年）の名乗りの場面に、弁天小僧が寺の稚児であった前歴を舞台で物語る場面が盛り込まれていた。これらのうち雨月物語、東海道中膝栗毛と、江戸時代前期の好色一代男は英訳されている。風俗としての男色は幕末まで絶えることなく続き、隅田川で若衆を侍らせた船遊びをする光景が維新直前にもみられた。

#### 属性・分野別

##### 宗教における同性愛
仏門における男色関係は、若年側が未成年とされる年齢構造の典型的な少年愛の関係性であったとされる。年長側は「念者」とよばれる僧侶であり、若年側は稚児と呼ばれる思春期前後の少年であった。この関係性は稚児が成人となるか寺社を離れるまで続いた。両者には関係性の尊重が求められ、念者側には貞節の誓願が求められていた。一方で寺社外からは、僧侶は青少年に対する偏愛を持っているとの下品なユーモアの対象となっていた。
日本における神道では宗教的な同性愛に対する反発はない。江戸時代において八幡や妙心寺、神明、天神などは男色に関連した神とみられるようになっていた。この時代の作家井原西鶴は日本書紀における神々の初期3世代に女性が存在しないことを指摘して、本当の男色の起源であると冗談で主張したとされる。

##### 武家における同性愛（衆道）
武家における同性愛の一つには仏門のそれとは異なり、若衆と呼ばれた少年がより経験豊かな年長の男性より武術の訓練を受ける慣習から拡がったとされる、衆道といわれるものがある。年長者は「念者」「念友」などと呼ばれ、年少者の同意を以て成年までの期間に恋愛関係を持つことができた。この関係性は兄弟愛の関係性に基づくものであったとされ、両者には他の男性との関係性を持たないことが求められた。この慣習は仏門における少年愛とともに「世代的関係性のある同性愛」として体系化され、"若衆の道"を意味する「若衆道」と呼ばれ、その短縮語として「衆道」と呼ばれるようになった。念者の役割を果たす年長者は若衆に対して武術や武士の礼法、武士道的規律を教える立場となり模範的な振舞いを求められた。そのため衆道における関係性は「互いに高め合う効果」をも持っていた。さらに互いに対する忠誠心は死に至るまで続き、封建的な責務や決闘や復讐などの道義心に基づく責務をも期待されていた。両者における性的関係は、若年側の成人を以て終わるものの、関係性は生涯における友情となることが理想とされていた。女性との関係性についてはどちらの側にも制限はなく、若年側が若衆を求めることは成人を以て自由となるとされる。

##### 一般社会における同性愛

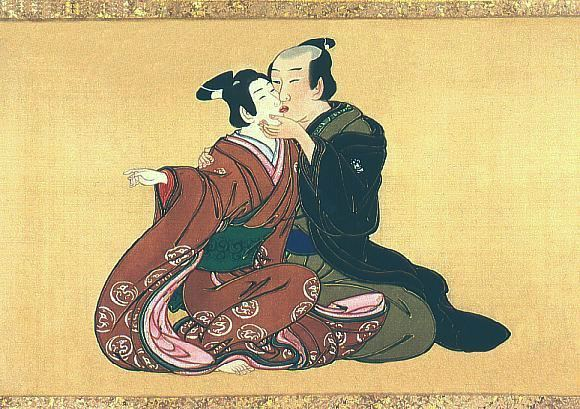
男性と若衆を描いた宮川一笑の掛物絵。1750年頃。個人蔵。左の若者は女性の着物を羽織っている。前髪を残して頭頂部を剃る髪型は、若衆の年齢であることを示している。

日本統一が近づくにつれ、一般社会には武家の慣習が持ち込まれるようになる。衆道には商業的な側面がより深くなる。男性による売春の「陰間」では見習い身分の歌舞伎役者であったものが男女両方の客をもてなしていたが、19世紀中盤には徐々に規制が強化されるようになった。
多くの男性売春者（男娼）は若年の歌舞伎役者と同様に年季奉公として陰間茶屋や劇場に人身売買させられた子供であり、その多くは10年間の契約で拘束されていた。また店子や掃除人として雇われた少年(丁稚)と店主や番頭の関係性は非常にありふれたものであり、一般的な猥談や冗談の想像元としては充分すぎるものであった。若年の歌舞伎役者が出番のない時に売春を行なうことはよくあり、現代のメディアにおけるスターと同様に裕福なパトロンによる支援があったとされる。女形や若衆形の特定の役者には男女を問わず多くのパトロンを得ていたとされ、時折出される男色の春画などがベストセラーになることもあった。
男性客をもてなす男性の売春者は元々若衆の年齢に限られており、成人男性は他の男性の性的パートナーとしては社会に受け入れられていなかった。17世紀の間、売春男性とその雇い主は、「非成人」の定義を20代、或いは30代に拡げようとしたため、実際は客が自分より年齢が高い「少年」を買うこともあった。この拡がりは17世紀中盤において、歌舞伎における若衆の象徴であり性的アピールでもあった長い前髪の禁止へとつながった。この禁止は若衆の性的魅力を落とし、彼らを巡る過剰な競争を抑えるために導入されたものだが、「実年齢」と「男性の性的魅力」の関連性を切り離す効果があり、年齢に関わらず適度に"若々しい"外見を維持できる限りは性的魅力を維持できる結果に繋がったとされる。

##### 春画と男色

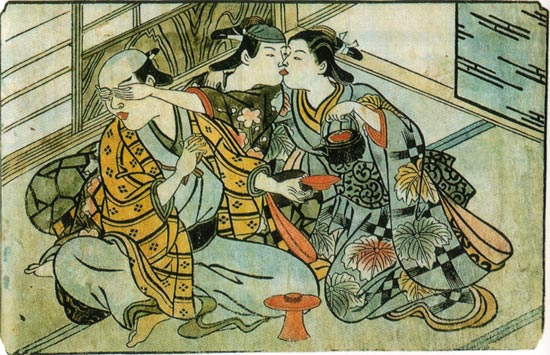
常連客（左）の背後で女性（右）と接吻をする若衆。西川祐信作、1716年〜1735年頃。手彩色の春画。

江戸時代の春画3,500点を分析した調査によると、女性同士の性行為を描いた作品は全体の1%以下、男性同士は全体の3%であった。性的興奮を掻き立てるために作られた春画や春本では、若い女性（妾や女郎）だけではなく少年（若衆）や異性装男性（女形）などが取り上げられており、いくつかの作品においては、女郎と若衆を多くはべらす状況を「贅沢」と表現している。同様に女性達も若衆や女形の両方に対しても惹かれていたとされ、これらの若い男性の中には男女の両方に対して興味を示してた者もいたと考えられている。このため男色を行なう人物や若い男性の中には現代における両性愛者がいたと考えられる。純粋な男性同性愛者は「女嫌い」と呼ばれていたが、この言葉は男性に対する魅力を選んだ人を指すよりも女性に対して嫌悪感を示す意味合いが強いとされる。

### 近代

#### 幕末・明治初期：男色文化衰退、地方レベルではなく全国で初の違法化（一時的）
元治元年（1864年）5月20日の近藤勇の書簡には新選組局内で「しきりに男色が流行している」と記され、隅田川では若衆を侍らせた船遊びをする光景が明治維新直前にもみられた。明治初期は薩摩藩（現在の鹿児島県）出身者の男色の習慣が有名で、記録が多く残っている。しかし同時に明治維新の辺りから文明開化の影響もあり、同性愛をソドミーとして罪悪視していた西洋キリスト教社会の価値観や、同性愛を異常性愛に分類した西欧の近代精神分析学が流入したことにより、急速に異端視されるような状況となった。
ゲイリー・P・リュープによると、鎖国時代まで日常的に堂々と行われていた日本の男色文化が、開国時に続々とやって来た西洋人たちの非難に晒されたことで、当時の指導者たちが不道徳なものへと変えていったという。ミッション系の東京女子大学初代学長にもなった新渡戸稲造は、男色について「野蛮で暴力的な行為であり、精神修養により抑えなければいけない」と説いた。ジェームス・カーティス・ヘボンが編集し、1894年に出版された『改正増補和英英和語林集成（第5版）』には、「NANSHOKU（男色）」、「WAKASHU（若衆）」、「RENDŌ（孌童）」、「KAWATSURUMI（カハツルミ）」、「NENJA（念者）」、「KAGEMA（男娼）」など、同性愛関連の語彙が多く収録されているが、語義の説明には総じて「sodomy」「sodomists」という語が用いられている。幕末から急激に衰退していった背景には遊郭など高嶺の花だった女性の売春が娼婦など手軽になったことや農村部に比べて男性に対して少なかった都市部の女性人口比率改善により、女性と性的行為が出来なかったために機会的同性愛をしていた男性が男色をする必要がなくなったからとの意見がある。

##### 鶏姦罪
ついには明治5年（1872年）11月、「鶏姦律条例」が発令され、鶏姦（アナルセックス）を禁止する規定が設けられた。翌明治6年（1873年）7月10日施行の「改定律例」（改正犯姦律 犯姦条例）第266条では「鶏姦罪」として規定し直され、違反した者は懲役刑とされた。鶏姦罪の名称は中国・清朝の「大清律例」の「㚻姦（けいかん）罪」が参考にされ、「けい」の字には音が同じ「鶏」が当てられた。
「改定律例」第266条によれば、平民が鶏姦を犯した場合は懲役90日とされたが、華族または士族が鶏姦を犯した場合は本人の名誉の問題も絡んでくることを考慮された。和姦ではなく強姦した者には、懲役10年が科された。未遂の場合は、それぞれの量刑を一段階軽減した。鶏姦された者が15歳以下であった場合は処罰の対象にはならないと明記されていたが、16歳以上の者に関する特段の定めはなかった。
この規定は7年後の明治13年（1880年）制定の旧刑法には盛り込まれず、明治15年（1882年）1月1日の同法施行をもって消滅したが、日本で男色行為の一部が刑事罰の対象とされた唯一の時期である。
鶏姦条例ができたきっかけは、明治5年白川県（現熊本県）より司法省に「県内の学生が男色をするが勉学の妨げなどになり、どのように処罰すればよいか」との問い合わせがあったことだったといわれ、南九州で盛んに行われていた学生間の男色行為を抑えるためだった。但し男色（同性愛）自体は禁止されたわけではなく、薩摩藩などでは引き続き行われており、事実上はザル法化していた。また実際に適用された事例も青少年間ではなく、刑務所における囚人同士や女装者が関わるものがほとんどで、鶏姦された側、即ち「女」として男根を受け入れた側が罰せられている。このように男色行為でも姦通される側が犯罪視され、姦通する側はほとんど逸脱とは意識されておらず、社会的にも許容されていたとされる。
鶏姦罪が廃止されたのは、旧刑法草案に関わったフランス法学者ボアソナードが「ナポレオン法典」にソドミー規定がないことや、合意に基づくものは違法ではないということを助言したことが背景にあり、司法省も同意したためだった。

#### 明治後期： 学生寮・軍隊内での同性愛
明治20年代（1887-1896年）以降は異性間の恋愛尊重の気風が高まった一方で、男子のみの集団生活の機会が増え、学生寮、軍隊、刑務所などで機会的同性愛行為があった。森鷗外の「ヰタ・セクスアリス」（1909年/明治42年）には学生寮の美少年愛好振りが窺える。また、この時期に先行して、衆道物語『賤のおだまき』（18世紀前半）が翻刻、新聞『自由燈』に掲載され、学生の間で全国的に流行した。
この頃の文献には、『明教新誌』の「変成男子」（1892年/明治25年）や、『風俗画報』の「男色-笹の屋」（1893年/明治26年9-12月号などに連載）などがある。

#### 大正・昭和（第二次世界大戦前）： 男色文化復活
西洋人の非難の対象になったことで従来の男色文化は風化していったとされるものの、大正期には男色は秘密クラブや男娼のような形で各地に復活した。発展場も大正年間までにはあったとみられ、江戸川乱歩『一寸法師』（1927年/昭和2年）には深夜の浅草公園（浅草寺境内）に屯すゲイの姿が生々しい。また太平洋戦争前の一時期、東京・上野公園には男娼が屯していたことが知られ、昭和初頭には男娼は銀座街頭へも進出し、ゲイバーやゲイクラブも昭和初年には出現していた。こうして公園や映画館が出会いの場になり大規模な組織も生まれた結果、江戸期の規模に匹敵していたとされるが、かつてのように社会の賞賛の対象になったり、女色の上位に置かれることはなかった。
この頃は男色研究も進展をみせた。南方熊楠は明治以降に同性愛を考察し、岩田準一は「本朝男色考」（1930年/昭和5年）で男色研究の基礎を築き、江戸川乱歩はその岩田と男色文献の収集を競った。岩田はまた南方熊楠とも男色について書簡を交わしたほか、古今東西の男色文献を「男色文献書志」にまとめようとも試みた。因みにこの頃、『少年愛の美学』（徳間書店）を太平洋戦争後上梓することになる稲垣足穂（後述）も乱歩と出会っている。菊池寛も大正14年（1925年）4月8日付けで、古今東西の男色に関する蘊蓄を満載した手紙を書いている。この手紙は文藝春秋に投稿された坂田行雄の随筆「作家と男色」への評価とアドバイスを綴ったもので、ギリシャ神話やシェークスピア、オスカー・ワイルド、古事記などに関する記述が見られる。因みに菊池寛の男色指向は研究者間では知られていたが、その指向を自ら明示した手紙の発見（2008年）でそれが裏付けられた。
同性愛に関する研究が進んだ背景として、大正2年（1913年）、同性愛を異常と見なさない立場から医学的に同性愛（ウールニング）に言及した、クラフト・エビング『性の精神病理』（1886年）が『変態性欲心理』というタイトルで日本で出版されて性科学がブームになっていたことがあり、岩田らの前にも「同性の愛」（1914年/大正3年、文明社、野元一二）、「男性間に於ける同性愛」（1920年/大正9年、『日本及日本人』、田中香涯）、「同性愛の民族的歴史的考察」（1922年/大正11年、『性』、新井誠夫）などの同性愛研究があった。その他の文献には、女性同性愛を取り上げた田村俊子の「同性の恋」（『中央公論』1913年/大正2年）、異性装などに関する「男優の女と女優の男」（『中央公論』1920年/大正9年）、性転換を取り上げた「女が手術を受けて男になった話」（『婦人公論』1921年/大正10年）などがあり、大正デモクラシーから昭和初頭にかけては比較的多く同性愛に関する資料が残っている（その他の明治〜昭和初期にかけての文献は参照）。

### 第二次世界大戦後

#### 第二次世界大戦直後： アドニス・同好創刊
第二次世界大戦後は権威の喪失と街娼やストリップの流行、言論の自由による性描写の解禁などがおこり、同性愛もその流れに乗って発達した。三島由紀夫に代表される同性愛を告白したり、肯定的に論ずる作家も現れた。『奇譚クラブ』、『風俗草紙』、『風俗科学』などの雑誌でも同性愛が記事になっており、奇譚クラブ創刊年の1947年12月号には男娼、男妾の記事が既にあった（太平洋戦争後直後の同性愛を取り上げた雑誌記事一覧参照）。またこの頃、太平洋戦争後の同性愛の黎明期を象徴する同性愛サークルで、三島らが関わった『アドニス会』が発足しており、1952年9月には日本初の会員制ゲイ雑誌『アドニス』が発行された。別冊小説集『アポロ』には、その三島が榊山保名義で『愛の処刑』を寄稿した。中井英夫も碧川潭名義で『虚無への供物』をアドニスに寄稿し、塚本邦雄は菱川紳名義で寄稿していた。この他にも『羅信』、『MAN』（No.6が1955年刊）、『楽園』（創刊年不明）などゲイのミニコミがいくつも誕生し、1959年に大阪で創刊された『同好』（編集長：毛利晴一）は最盛期には会員数が千人を超えた。
第二次世界大戦前に引き続き性を売る同性愛者もいた。東京都では第二次世界大戦前に続き上野公園、大阪では天王寺公園に近い阿倍野区旭町に男娼が集まり「男娼の森」と呼ばれ、上野公園に街娼を求めてやってくる客のうち1割は男性目当てだった。上野公園は第二次世界大戦直後は女装男娼が集まったが、1950年代頃は女装しない男娼が圧倒的多数を占めるようになっていた（「ゲイ・タウン#上野」も参照）。日比谷公園も有名なゲイの出会いの場になっていて、情交を求めるゲイで夜毎賑わい、GHQ本部（第一生命館）に近かったこともあり中には米軍人もいた（「ゲイ・タウン#歴史」も参照）。同時に同性愛者をカモにして恐喝するものも現れた。また1950年代初頭までに「砂川屋」、「竹の屋」（1953年）などの旅館もできていた。
1950年代には同性愛者のコミュニティも発足する。ゲイバーは第二次世界大戦前の昭和初年には登場し、第二次世界大戦後も早期に形成されていたが、新宿では1950年代に、要町（当時新宿二丁目、現新宿3丁目）、千鳥街（新宿御苑近く）、花園街（現新宿ゴールデン街）界隈のそれぞれに一般の飲み屋などに混ざり、ゲイバー（特に中性的美少年バーや女装バー）が比較的多く集まる飲み屋街ができていた。
1950年代の男性同性愛者の調査によれば、回答者は高学歴で都市部に多く、人権意識をもって海外の同性愛禁止法に反発していたこと、世間から特異な目で見られたくないと思っていたこと、第二次世界大戦前とは違って罪悪感を抱いたり卑下したりしなくなったことなどがわかる。

#### 1960年代： 風俗奇譚創刊、新宿二丁目ゲイタウンの始まり
1960年には異性愛男性向けのSM記事がメインではあったが、男性同性愛専用ページを常設した『風俗奇譚』が創刊された。同誌には男性同性愛者に出会いの場を提供する文通欄も設けられており、ゲイの旅館の広告やレズビアン記事も載った。但しレズビアン記事の書き手の殆どは男性であり、女性同性愛者向けのものというより、ヘテロ男性に向けたものだと言われる。1961年1月号からは日本で初めて常設の女装専用ページもできた。また風俗奇譚と同じ編集者が、会員制ゲイ雑誌「薔薇」（1964年7月創刊）を4年ほど出していた。
1968年、稲垣足穂『少年愛の美学』（徳間書店）が三島由紀夫の後押しもあり、第1回日本文学大賞を受賞する。彼は「A感覚とV感覚」というエッセイで、人を口から肛門に至る一つの筒に見立てた独自の一元的エロス論を打ち立て、「A感覚」という言葉を広めたことでも知られる。足穂はまた20代の『文芸時代』（1924~27年）同人の頃、同じ男色研究家でもあった江戸川乱歩と出会っている。
同年10月、澁澤龍彦責任編集でSM雑誌『血と薔薇』（天声出版）が創刊された。ゲイ雑誌ではなかったが、メールヌードや男色についても取り上げられ、三島由紀夫、稲垣足穂、高橋睦郎、植草甚一、堂本正樹らが寄稿した。その他、当時の若者のバイブル的存在でもあった『平凡パンチ』に同性愛記事が多く掲載され、その数は1965年から1970年までの間に20本前後に及んだ（平凡パンチタイトル一覧）。
1958年の売春防止法完全施行の後、1960年代後半頃から、現在の東京都新宿区・新宿二丁目仲通りを中心とした二丁目ゲイタウンの歴史が始まった。そこで彼らはホモフォビア（同性愛嫌悪）による嫌がらせに耐えつつも営業を続け、芸術家や政官財各界の有名人を多数輩出することになる。
1960年代は権田原（ごんだわら）という公園のような場所も、都内では最も有名なゲイの出会いの場として知られていた。因みに日本では1960年代後半以降に生まれた同性愛者は異性と結婚せず、同性愛者として暮らす傾向にあると言われている。

#### 1970年代-1980年代： 薔薇族創刊とゲイリベレーション
1970年代は『薔薇族』などの商業ベースのゲイ雑誌の創刊ラッシュが起きて情報が広まりやすくなり、同性愛の大衆化とマーケット化が進む。風俗奇譚に交際欄などは既にあったが、ゲイ雑誌にも交際欄が設けられたり、ゲイバーやゲイ施設などの広告が掲載され、ゲイ同士が更に出会いやすくなった（「ゲイのコミュニケーション」で詳述）。また欧米のゲイ解放運動の影響が日本にも波及し、1971年には東郷健が第9回参議院議員通常選挙にゲイであることを公表して初立候補するなど、同性愛者の解放を目指す「ゲイリベレーション」が一時的に一部で広まった。

##### 商業ゲイ雑誌創刊
1971年に商業ゲイ雑誌としては日本初の薔薇族が創刊され、『アドン』（1974年5月号）、『さぶ』（1974年11月）、『The Gay』（1978年にThe kenとして創刊）、『サムソン』（1982年）が後に続いた。1977年の薔薇族50号記念号（3月号）には詩人寺山修司が『世界はおとうとのために』という詩を寄せており、1981年の『薔薇族』10周年100号記念号（5月号）刊行時には盛大なパーティーが開かれ、『週刊文春』にも記事が載った。

##### 第1次ゲイリベレーション（1970年代〜80年代初頭）
東郷健の参院議員選挙立候補に続いて、1976年11月、ゲイ団体「日本同性愛者解放連合」が結成され、10人近いグループで数年間活動した。1977年3月は「フロントランナーズ」が結成され6人前後のメンバーでやはり数年間活動した。どちらも機関紙の発行には至らなかったが、積極的にミーティングを重ねた。また1977年5月、既成のゲイ雑誌に不満を持つ人たちが、ゲイリベレーションを編集趣旨として美少年マガジン「プラトニカ」を発刊。同誌を母体に「プラトニカ・クラブ」が結成され、1979年に最終4号を出して解散した。1979年3月、このプラトニカ・クラブから数人が参加してJGC（ジャパン・ゲイ・センター）が結成され、ミニコミ「GAY」を8号まで、「CHANGE」を2号まで出すも、1982年に解散した。JGCはメディアや文化人にミニコミを送付したり、差別的な報道に抗議したりした。1979年はまた、東郷健が「雑民党」の前身の「雑民の会」を設立した年でもあった。
1978年にはTBSラジオ『スネークマンショー』の「ウェンズデースペシャル」で、タックがパーソナリティを担当し、ゲイに関する話題を取り上げた。タックを中心にミニコミ「ウェンズデーニューズ」を発行し、「OWC（アウアズ・ワーク・コミュニティ）」というゲイのグループも生まれた。同じ頃、ゲイ雑誌薔薇族内に設けられた18歳未満の若いゲイ達が投稿する「少年の部屋」からムーブメントが起こり、1981年に大阪で10代中心のゲイ少年サークル「ドリーム・メンズ・グループ」が発足する。また同年、日本在住の外国人ゲイによる「イングリッシュ・スピーキング・オルタネート・ライフスタイル・サポートグループ」が結成された。途中で日本のゲイにも気軽に参加してもらおうと「東京ゲイサポートグループ」に改め、1984年頃から機関誌「COMING OUT」を発行し、TEL相談、月数回のイベント開催などを行った。但しこの頃のゲイ団体は、一部を除いては余り長続きはしなかった。
またこの時代に前後して、美輪明宏、東郷健、おすぎ、ピーコといった著名人が自伝などで自らの同性愛を明かし、しばしばベストセラーになった。

##### 第2次ゲイリベレーション（1980年代中盤以降）
1980年代中頃から、新たにLGBT団体が設立される。1984年に発足した「IGA日本」（1987年第1回総会以降ILGA日本）や、IGA日本から独立して1986年3月に発足し、後に「動くゲイとレズビアンの会」と名乗る「OCCUR」（アカー）などである。IGA日本は欧州に本部を置く国際的ゲイ団体、IGA（国際ゲイ連盟、1986年からILGA）がアドン編集長（当時）の南定四郎に呼びかけてできたもので、1984年9月には後に「OGC」（大阪ゲイコミュニティ）に改称して独立する「IGA日本・大阪」ができている。
IGA日本は月1回のセミナーや機関誌「JOIN」の発行、エイズ110番の開設などを行い、四谷には賛同者が気軽に立ち寄れるパブリックスペース「IGAクラブ」があった。1986年5月1日-3日にはIGA日本主催で「第1回アジアゲイ会議」が開かれている。ILGA日本が長続きできたのは、世界組織の日本支部ということやゲイ雑誌という経済基盤があったからだとされる。後にILGA日本は国内初の「東京国際レズビアン&ゲイ映画祭」やゲイ・パレードの立ち上げに中心的な役割を果たすことになる（後述）。他にも、1985年は東大阪市長瀬に「上方DJ倶楽部」が発足し、DJ形式でトークなどの様々な催しをカセットテープに収録してゲイのアピールとネガティブなイメージの一掃を目指した。因みにこの頃のゲイを巡る状況はHIV（エイズ）の問題抜きには語れず、ゲイリベレーションもHIVの予防啓発という側面もあった（後述）。
この様に1950年代-60年代のアングラ的なミニコミブームを経て、1970年代はゲイリベレーションが産声を上げた時代であり、1980年代にかけて様々なグループが生まれ機関紙も発行された。こうして欧米の戦略を取り入れた市民運動型の解放運動が一部ではあるが地道に実施され、1990年代にかけて素地が作られた。欧米ではマルクス主義の影響を受けたレスビアン・ゲイ・スタディーズが発展するが、日本では1990年代まで研究そのものがほとんどなく、あっても一部を除き病理的な観点からのものが多かった。だが飽くまでそれは、欧米からそのまま借用しただけの研究や左翼的解放理論がなかったということに過ぎず、南方熊楠の浄の思想、岩田準一の衆道研究、稲垣足穂の稚児愛の考察、三島由紀夫の葉隠論（『葉隠入門』）など、日本独自の同性愛研究はあった。

##### 性教育
この時代において文部省は、同性愛を性非行の倒錯型性非行として問題視しており、教育者向けの指導書や新聞の人生相談の専門家の回答にも、同性愛を異常と決めつけ問題視するものが多かった。京都精華大学助教授（当時）の上野千鶴子のようにあからさまに同性愛者を差別するものもいた。
そのような中にあっても、1983年に出版された赤塚不二夫「ニャロメのおもしろ性教育」（西武タイム）では同性愛が肯定的に取り上げられた。同書には漫画で男性/女性同士のカップルが登場したり、同性愛の歴史やそれが古代ギリシャなどでは自然な行為だったこと、差別の現状やSEXのやり方、米国の同性愛者解放運動などが紹介された。そして彼らの行動を無理に邪魔したり、からかったりしてはいけないと説いた。また山本直英らは同性愛を肯定的に扱う性教育を先駆的に行った。

##### サークルの隆盛
ゲイ雑誌が発行されて以降は通信欄で、趣味サークルやスポーツサークルへの参加が呼びかけられ、全国にこうした同好会も多く生まれた。社会人中心のものや大学単位のもの、外国人との交流を目的としたものなどのほか、10代のゲイのサークル活動も盛んになり、1981年には大阪でゲイ少年サークル「ドリーム・メンズ・グループ」が発足した（参照）。また1983年にはやはり10代中心のゲイサークル「CLⒶSS」（Aの外側に◯）が結成され、友達同士のような関係をつくる中からゲイの悩みを皆で解決していくことを目指した。CLⒶSSは結成前から別会名で活動していたが、会員数は約40人（1986年当時）で東京本部（赤羽）と大阪本部（所在地は尼崎）があった。10代のゲイがサークル活動を始めるようになったのは70年代後半頃からといわれ、その頃は内輪の小さなサークルだけで終わっていたのが、薔薇族に「少年の部屋」が設けられてからは活動が広がってサークルも開放的になり、種類も多様化した。具体的には水泳やバドミントン、同性愛について真剣に考えるものなど、全盛期に10代中心のサークルは20ほどを数えた。CLⒶSSも他のサークルと全国的に連絡を取り合って盛り上げていた。ただ、この頃のものは余り長続きはしなかった。

##### ゲイディスコ
1970年-80年代は東京や大阪、名古屋では、ゲイディスコがブームになっていた。1976年、新宿五丁目の靖国通り沿いの瀟洒な白いビル、Qフラットに美輪明宏が「クラブ巴里」を出店。このビルの地下には「ブラックボックス」という当時としては最も進んだ異色のゲイディスコがあり、パンク風スタイルのゲイや外国人のモデルらが集まった。ブラックボックスは1970年代を代表するディスコでもあり、黒く塗られた店内はミラーウォールがあり、テーブルや椅子として四角い箱が転がっていた。入場料は当然、男性の方が安かった。その他、二丁目では「MAKO」、大阪・堂山町では「クリストファー」が有名で、名古屋では「ハーフボーイ」などがあった。このゲイディスコブームはバブル期以降のゲイナイト文化へと引き継がれていった。

##### エイズ禍（1980年代）
1980年代は世界的にエイズ禍が吹き荒れた時代でもあった。日本では1985年のエイズ患者第1号の登場以降の1年間で、ゲイの置かれた状況は大きく変わってしまった。当時はまだカクテル療法（1996年）が確立されておらず、感染すればほぼ必ず死に至る不治の病であり、「エイズパニック」が起きて社会は騒然とした。このパニックはエイズは男性同性愛者特有の病気という強い偏見を伴ったものだった。
そうした偏見が醸成されたのは3つほど理由があった。第一は1980年代初頭、メディアで「アメリカの男性同性愛者の間で原因不明の奇病が発生している。」とおどろおどろしく報道されたこと。第二は1985年3月に厚生省と順天堂大学付属病院が、欧米在留が長いゲイの日本人アーティストをエイズ患者第一号にしようとしたこと（実際はその前に血友病のHIV感染者がいた）。第三は1985年8月に順天堂大学付属病院が薔薇族に持ちかけて行った読者のゲイ100人を対象にした血液検査の結果が「同性愛者の5%が陽性」と恣意的に報道されたことなどが影響した。実際にこの検査では日本人は1人のみが陽性で、残り4人は米国人でしかも米国での検査で陽性と知っていた人が再確認しただけだった。
エイズの原因も治療法もよく分からないこの頃、男性同士が握手したり、コップの回し飲みをするだけで「エイズになる」といわれたりした。ただ、ゲイの感染者が多かったのは事実で、ゲイ雑誌やゲイ団体らが積極的にHIV感染の予防啓発に取り組み始めた。ゲイ雑誌では毎号HIV問題が取り上げられ、ゲイが安心して血液検査を受けられるゲイフレンドリーな病院が紹介されたり、セーファーセックスが呼びかけられた。OCCURは東京都衛生局と共同でエイズに関するPRを行った。その他HIV陽性者のサポート・グループなどが生まれていった。

#### 1990年代： ゲイリベレーションの大衆化
1990年代に入ると日本でも医学的な分野で動きがあった。米国精神医学会は1973年に「同性愛を精神障害として扱わない」と決議し、1987年には同性愛の分類自体がなくなっていたが、世界保健機関（WHO）も1990年に同性愛の分類名を廃止し、「性的指向自体は、障害と考えられるべきではない」とした。そして1993年にWHOは再び「同性愛はいかなる意味でも治療の対象にならない」と宣言した。日本の対応は遅れたが、同性愛団体からの働きかけもあり、1994年、厚生省はWHO見解を踏襲し、文部省も指導書における「性非行」の項から同性愛を除外した。日本精神神経学会も同性愛者団体の働きかけに応じ、1995年に「WHOの見解を尊重する」と発表した。
また、メディアでも90年前後から同性愛者が積極的に取り上げられるようになったり（後述）、「東京都府中青年の家裁判」などの結果、同性愛者の人権が社会的に認知され始めるようになっていく。また抗議によって辞典や出版物の同性愛者に対する記述なども改善されていった。一例として、著書などで必ず同性愛を取り上げ問題視していた京都大学霊長類研究所長でセクソロジストの大島清は「同性愛は尊重されるべきだ」との考えに改めている。
また各地でゲイ映画の上映会などは既にあったが、1992年には第1回東京国際レズビアン&ゲイ映画祭が開催され、1994年8月28日には日本初のレズビアン＆ゲイパレードが催された。パレードはアジアではフィリピン（同年6月）に続き2番目に早い開催だった。学校での講演活動も行われるようになり、トランスジェンダーやインターセックスの団体も登場した。1991年に劇場公開されゲイの生活を4年間追い続けたドキュメンタリー映画「らせんの素描」にも出演した高校教師の平野広朗は、ゲイであることをカミングアウトして授業を行った。1990年代前半には、いくつかの民放ドキュメンタリー番組で、LGBT団体の活動やゲイの教師が取り上げられた。
1992年には学校の性教育授業の副教材、「ひとりで ふたりで みんなと」（小学生用）、「おとなに近づく日々」（中高生用）で同性愛について触れられた（その後、2000年代前半に東京都教育委員会が「不適切教材」としたため廃刊。但し同性愛者の中にもこの教材の同性愛に触れた部分ではなく、過激な性表現に対しては批判的な人はいる）。
1990年代はまた、新興ゲイ雑誌「Badi」と「G-men」が創刊されたほか、全国に多くのゲイサークル、ゲイ団体が誕生した。「Badi」はこれまで可視化されていなかった読者を含むそうしたゲイを誌面で顔が見える形で積極的に紹介した。その頃ネットは既に普及しており、個人で情報発信も行われていたが、これまで顔が見えにくかったゲイがゲイ雑誌という限られた枠内とはいえ、メディアを通して可視化されたのは画期的だった（80年代のゲイ雑誌「さぶ」に、読者のゲイがグラビアモデルを兼ねてインタビューに答える企画はあったが、飽くまでポルノだった）。因みに、薔薇族の2000年1月号（1999年11月発売）のサークルメンバー募集覧には全41通が掲載され、その内、スポーツ系ではバレーボール5件、テニス2件、武術1件、ダイビング1件、バドミントン1件、ボウリング1件、イベント系は8件、音楽系は3件などとなっている。
1990年代以降は、こうした大規模パレードやHIV啓発イベントなどによってゲイリベレーションの大衆化が進行した。また新興ゲイ雑誌の創刊などによって同性愛者のイメージも広がっていった。インターネットも普及した結果、情報量が飛躍的に拡大し、当事者の意識を大きく変えた。

##### ゲイ・ブーム
Mr.レディーブームとゲイブーム
1988年、フジテレビ系バラエティ番組「笑っていいとも」で始まり、その後に1年続いた人気コーナー、「Mr.レディー & Mr.タモキンの輪」が火を点けたニューハーフブームがまず起こり、1990年頃からはメディアで「ゲイブーム」が起きた。比留間久夫の新宿二丁目を舞台にした小説「YES・YES・YES」（1989年）が文芸賞を受賞し、多くの週刊誌で取り上げられ話題になった。それに続き文藝春秋の雑誌クレア（1991年2月号）が、「ゲイ・ルネッサンス'91」という医学・社会・文化・芸術・風俗など多岐にわたる47ページのゲイの大特集を組んだのを筆頭に、IMAGO「ゲイの心理学」（91年2月号）、SPA!「ゲイの聖地・新宿二丁目ヌーベルバーグ体験ルポ」（91年4月24日号）、DIME「仕事ができる女はゲイが好き」（91年5月16日号）、朝日ジャーナル「ゲイに恋する女たち」（91年7月12日号）、インパクション「ゲイリベレーション」（71号8月発売）、アエラ「当世大学生事情 キャンパスに咲く“ゲイ・ルネサンス”」（93年10月25日号）、マルコポーロ「普段着のゲイ」（94年2月）など多くの雑誌がそれに続いた。別冊宝島でも度々同性愛が取り上げられ、テレビの情報番組などでもゲイ特集が組まれることがあった。
1990年には「動くゲイとレズビアンの会」（通称OCCUR）が東京都の宿泊施設の利用を拒否されたことがメディアに取り上げられ（「府中青年の家事件」）、結果として同性愛が注目を浴びることになった。
文学
文学の分野では他に、両刀の男娼を描いた中上健次の『讃歌』（90年）、比留間久夫の2作目でゲイとニューハーフを描いた「ハッピー・バースデイ」（90年）も話題を集めた。エドマンド・ホワイト「ある少年の物語」、「美しい部屋は空っぽ」、ジョン・フォックス (作家)（en）の『潮騒の少年』（en）、パトリシア・ネル・ウォーレン「フロントランナー」など、海外ゲイ小説もこの時期に邦訳され、西野浩司のゲイ短編集「ティッシュ」（95年）、「森の息子」（97年）などもゲイの間で脚光を浴びた。1996年には、高校の男性教師と男子生徒との同性愛関係を描いた福島次郎『バスタオル』が第115回芥川賞候補となった。SEXを終える度に、精液を拭って押入れに放り込んでいたバスタオルがタイトルになっており、この作品は宮本輝と石原慎太郎が絶賛している。
映画
ゲイ映画も多く公開され、1980年代後半のイギリスのゲイ映画『アナザー・カントリー』、『モーリス』の日本公開を経て、ゲイの青年同士の恋愛模様をドッキュメンした小島康史監督「らせんの素描」（91年）、リヴァー・フェニックスとキアヌ・リーブスがゲイの男娼役で主演した『マイ・プライベート・アイダホ』（91年）、豊川悦司と筒井道隆がゲイ役を演じた『きらきらひかる』（92年）、中島丈博監督『おこげ』（92年、一部は二丁目で撮影されている）、キャストに奥田瑛二演じるゲイが登場した滝田洋二郎監督の『眠らない街 新宿鮫』（1993年）、橋口亮輔監督作品で、袴田吉彦がゲイの男娼役で主演した『二十才の微熱』（93年）、岡田義徳がゲイ役で主演しロッテルダム国際映画祭でグランプリを受賞した『渚のシンドバッド』（95年）、トム・クルーズとブラッド・ピット主演の『インタビュー・ウィズ・ヴァンパイア』（94年）、レオナルド・ディカプリオが主演した『太陽と月に背いて』（1996年日本公開）、今泉浩一監督の『憚り天使』（1999年）などが公開された。
ドラマ
テレビドラマでは、日本で初めて本格的に男性同性愛を全編に渡って描いた日本テレビ系連続ドラマ「同窓会」（93年）が話題を集め、放送時間帯には新宿二丁目が閑散としたといわれた。その他、キャストの一部に西島秀俊演じるゲイが登場するフジテレビ系「あすなろ白書」（93年）、同性愛がテーマで池内博之主演の日本テレビ系「告白」（97年、エンディング主題歌も同性愛がテーマのユーミン『告白』）、つかこうへいの戯曲が原作で、五輪を目指し水泳に情熱を燃やす2人の青年の愛と葛藤を描いた同「ロマンス」（99年、新宿二丁目でもロケが行われた）などが放映された。
因みに「同窓会」では野外の出会いの場や二丁目のホストバーが、「新宿鮫」ではゲイの旅館が出てきて衝撃を与えた。また「同窓会」に出てくるゲイバー「スプラッシュ」の店名はニューヨークに実在したゲイバーから取られ、セットは二丁目に実在した「ZIP」（現ANNEX）がモデルだった。その他TBS系「上岡龍太郎がズバリ!」でもゲイの回が放送され、「ゲイ50人」（Badiに出演者募集のTBSの広告が掲載された）や「サラリーマンのゲイ」のほか、ニューハーフの回も多く放送された。
ゲイナイト
ゲイ・レズビアンナイト文化も開花した。1989年5月13日には日本初の一般向けクラブでのゲイナイトが新宿花園神社裏の「ミロス・ガレージ」で始まり、1991年には芝浦の大箱「ゴールド」でも開催された。同年には大阪「ゲネシス」でも開かれた。初期のゴールドなどのパーティーにはニューヨークからGO-GO-BOYSが招かれることがあり、ドラァグ・ショウもゴールドから始まった。こうしてゲイナイトは日本のゲイシーンの一つとして定着していった。
1994年にはユーミンこと松任谷由実がBadiの創刊準備号（1994年）を脇に抱え、仲通り交差点の「薔薇の文庫センター」「ベルジュルネ」（後に「レインボーワールド」に統合,現在閉店）の前で写真に収まったことは有名。
そのほか90年代は、東京国際レズビアン&ゲイ映画祭（92年）やゲイパレード（94年）が始まったり、新興ゲイ雑誌のBadiとG-menの2誌が創刊されたり、ゲイビデオ会社が激増した時代でもある。このようにゲイが注目を集めたり、ゲイマーケットが拡大した一連の現象は90年代ゲイブームと呼ばれる。但し90年代にゲイを取り上げたメディアの多くは一部を除いて、女性の目を通してみたゲイとか、女性にゲイが人気という脈絡のものが多く、ゲイブームといってもゲイ当事者が不在の仮初もしくは偽物といえるものだった。ゲイ当事者が主体的にメディアに関わり、注目を浴びるようになるには2000年代まで待たねばならなかった。

### 現在

#### 2000年代～2010年代：LGBT政策の具体化とHIV感染拡大
日本での男性同性間の性的接触を原因とするHIV感染によるエイズ発症者の増加が顕著で、異性間感染による発症者数が2001年以降は横ばいであるのに対し、男性同性間感染による発症者数は2004年に異性間感染の発症者数を超え、その後も増加が続いている。HIV感染の予防啓発の取り組み強化がNPOなどの協力を得て検討されると同時に、各自治体などではHIV陽性者の就業支援などのサポートも行われている。
人権擁護法案とゲイ襲撃事件
2000年には同性愛者を狙った「新木場殺人事件」が起き、一人が殺害され、被害届が出されたものだけでも数十件に及んだことからゲイ社会を震撼させた。そうした情勢の中で人権擁護法案が準備され、人権擁護推進審議会が2001年に出した答申において同性愛を含めた性的マイノリティについて言及。これを受けて提出された同法案は、日本で初めて性的マイノリティの人権救済が明記された。
同性愛者人権擁護条例とカミングアウト議員誕生
2003年には、宮崎県都城市が全国で初めて同性愛者の人権を明記した条例を施行する。同年、大阪府議会において日本で初めて同性愛者であることを公表した地方議会議員尾辻かな子が当選する。彼女はその後、性同一性障害である上川あやらとともに、「セクシャルマイノリティ議員連盟」を発足させる。連盟には、カミングアウトしていない議員も含めて複数の議員が参加している。同じく2003年のレインボーマーチ札幌では、札幌市長の上田文雄が参加したが、日本において地方自治体の首長がLGBTのイベントに参加したのは、これが初めてだった。2011年の地方統一選挙では、東京都豊島区議会で石川大我が、同中野区議会では石坂わたるが当選し、日本で最初のゲイを公表している議員の誕生となった。
政党が同性愛者対策の実施を公約化
政治面では、複数の政党も同性愛者政策に取り組みつつある。2000年には社会民主党、2007年には日本共産党、2009年には公明党、2012年にはみんなの党が国政選挙で性的少数者に関する公約を掲げた。また日本維新の会は公約では言及していないが、「レインボープライド愛媛」が2012年に行ったアンケートで、人権問題として性的少数者の問題に取り組んで行くことや同性結婚の制度導入に賛成した。
同性愛肯定論が50歳未満で8割近くへ
国民の同性愛に対する見方も年々肯定的になりつつあり、例えば電通総研の調査によれば同性愛を認める人は2005年で40%おり、十年ごとに10%ずつ上昇してきている。2013年6月4日に発表されたピュー・リサーチ・センターの調査では、日本で同性愛を認めるとの回答は全体で54%だった。但し世代別の差が大きく、18歳以上30歳未満では83%、30歳以上50歳未満では71%、50歳以上では39%となっており、50歳未満の世代では同性愛を肯定する意見が8割近くを占めた。
同性愛者の多様性への理解
2000年代は以前にもまして、女装・オネエのゲイであることをカミングアウトしたタレントが多くなり、地上波の娯楽番組にも多くの同性愛者が出演していた。著名人になるゲイもいた。2013年3月には、フジテレビ系バラエティ番組『笑っていいとも!』で「オネメン・コンテスト」が開催され、非女装・非オネエのゲイも次第に出演するようになっている。それによりこれまでは一面的だったが、多様なゲイの存在が徐々に認識されて支持されるようになりつつある。
LGBTコミュニティの変化
情報化社会を迎え、インターネットが普及したことで、新宿二丁目などのオフラインのLGBTコミュニティは衰退の危機に瀕している。顧客減少の煽りを受けたゲイ/レズビアンバーやゲイクラブ・イベントは異性にも門戸を開き生き残りを図ろうとする。また昨今の「オネエブーム」で新宿二丁目が観光地として取り上げられる機会が増えたことも、異性愛者の訪問者を激増させる要因になっている。しかしその結果同性愛者が新宿二丁目に足を踏み込みづらくなってしまい、彼らの居場所が奪われるという深刻な事態を招いている。また、2010年代後半には『G-men』と『Badi』が休刊し、紙媒体の月刊誌は『薔薇族』と『SAMSON』の二誌を残すのみになるなど、脱紙媒体の傾向が顕著となった。その一方で、インターネットとスマートフォンの普及によって、新しい出会いの場とメディアが登場した。2009年、アメリカ合衆国で、ゲイ・男性間性交渉者向けとしては初の位置情報を使った出会い系アプリGrindrがサービスを開始する。2011年、日本で開発されたナインモンスターズがリリースされ、2019年には日本国内のアクティブユーザーが45万人を突破するなど、ゲイコミュニティの一角を成すようになった。また、2012年にはゲイ向けウェブマガジンのGENXYがスタート、2018年にはTwitter上でLGBTQやフェミニズムについて情報発信を行うパレットークがサービスを開始した。

## 呼称の変遷
同性愛は時代によって様々な呼ばれ方をされてきた。男性同性愛は、江戸期などは衆道（しゅどう）、男色（だんしょく）のほか、菊契（きくちぎり）、菊華（きくか）、断袖などといった。近代以降はソドミア、クラフト・エビングの「性の精神病理」で知られるようになったウールニング（en：ウラニアン）、ウラニズム、女性同性愛はレスボスなどとも呼ばれた。因みに、ウールニング（Urning）はドイツ語で男性同性愛を意味するが、この言葉はドイツの弁護士で同性愛者の活動家、カール・ハインリッヒ・ユルリクス（de）が名付けたもの。同性愛を連想する逸話のあるギリシャ神話の天空神、ウーラノスが語源。
第二次世界大戦後は、女装する同性愛者は、ブルーボーイ、シスターボーイ、ゲイボーイなどと呼ばれてきた。ブルーボーイは1963年にパリのショークラブ「カルーゼル」の性転換・女装ダンサーたちが来日公演し、彼女たちを「ブルーボーイ」と呼んだのが広まったきっかけだった。ゲイは今の日本や世界では同性愛者のマジョリティの女装しない同性愛男性を指すが、1980年代頃までの日本ではゲイにボーイをつけ「ゲイボーイ」で、女装者（ニューハーフ）を意味した。比留間久夫の「YES YES YES」（1989年）でもニューハーフのルルとフランソワを「ゲイボーイ」と呼んでいる。その頃、非女装の同性愛男性はホモ、ホモセクシュアルと呼ばれることが多かったが、同時に現在の意味においての「ゲイ」も使われ始めていた。芸術的感性が優れている、独特の感性を持っているホモセクシュアル男性もゲイと呼ぶことがあった。

## 年表
2010年代以降については、Portal:LGBT/最近の出来事も参照。

### 古代 - 江戸時代
- 720年（養老4年） - 『日本書紀』
- 759年（天平宝字3年）以後 - 『万葉集』（大伴家持の歌に男性に宛てたものあり）
- 797年（延暦16年） - 『続日本紀』
- 1136年（保延2年）- 1155年（久寿2年）- 『台記』に男色に関する記述。
- 1321年（元享元年） - 『稚児之草紙絵巻』（寺院内の男色）
- 1339年（延元4年/暦応2年）- 北畠親房が『神皇正統記』で男色の流行に言及。
- 14世紀（推定） - 鎌倉末期-室町初期の成立と推定される『稚児観音縁起』に稚児と僧の関系描かれる。
- 1675年（延宝三年） - 菱川師宣による男色画のみで構成された春本『若衆遊伽羅之縁』刊行、その他[31]。
- 1682年（天和2年） - 井原西鶴『好色一代男』に男色に関する記述。他に『男色大鑑』『武道伝来記』（各1687年）も。
- 1716年（正徳6年/享保元年）頃 - 『葉隠』に衆道の心得を説く一章。
- 1733年（享保18年） - 西川祐信『男色山路露』
- 1763年（宝暦13年）- 平賀源内『根無草』刊行。他にも『菊の園』(1764年)、『男色細見』（1775年）、『乱菊穴捜』など男色関係著書多数。
- 1765年（明和2年） - 月岡雪鼎『尻穴重莖記大成』
- 1768年（明和5年） - 上田秋成『雨月物語』（1768年序）に男色作2編。
- 1802年（享和2年）〜 - 十返舎一九『東海道中膝栗毛』で喜多八は弥次郎兵衛の馴染の陰間と言及。
- 1817年（文化14年）〜歌舞伎の『桜姫東文章』初上演。修行僧清玄が、稚児白菊丸と心中をはかるが白菊丸のみ死に桜姫として転生。

### 幕末・明治時代から第二次世界大戦前まで
明治期〜昭和初期にかけての同性愛に関する文献一覧は詳細欄参照。
- 1858年（安政五年）11月16日 - 西郷吉之助（西郷隆盛）と僧・月照が、日向国に向かう途中に錦江湾に入水し、同性心中を図る。西郷のみ一命を取り留める。
- 1864年（元治元年）5月20日 - 近藤勇の中島次郎兵衛に宛てた書簡に新選組内で「しきりに男色が流行している」と記される。
- 1880年 - 1872年の「鶏姦律条例」及び、翌年の「改定律例」では男性同士の肛門性交（鶏姦）が犯罪とされたが（後者の第266条では懲役刑）、1880年制定の旧刑法には引き継がれず、1882年1月1日の同法施行で鶏姦罪は消滅した。
- 1884年 - 18世紀前半成立の若衆物語『賤のおだまき』が、新聞『自由燈』に掲載される。学生を中心に全国的に普及する。
- 1892年 - 『明教新誌』（1月6日）に「変成男子」掲載。
- 1893年 - 『風俗画報』（9月,10月,11月,12月号など）に「男色-笹の屋」連載。

- 大正年間・昭和（第二次世界大戦前） - 東京に発展場ができていたとみられ、江戸川乱歩『一寸法師』（1927年/昭和2年）には深夜の浅草公園に屯すゲイの描写が生々しく描かれている[5]。
- 1913年
  - 『中央公論』（286号,1月1日発売）に田村俊子「同性の恋」（女性同性愛）掲載。
  - クラフト・エビング『性の精神病理』(1886年)が、日本で『変態性欲心理』というタイトルで出版。同性愛について異常と見なさない立場から最初に医学的に言及。乱歩などの日本の同性愛研究に影響。
- 1914年4月 - 『同性の愛』（野元一二）文明社
- 1914年7月 - 『中央公論』に「男優の女と女優の男」など女装などに関する記事掲載。
- 1920年 - 『日本及日本人』（9月20日）「男性間に於ける同性愛」（田中香涯）掲載。
- 1921年 -『婦人公論』「女が手術を受けて男になった話」（10月8日）掲載。
- 1923年4月 -『性』「性感と異性化」（同性愛、異性装）、「ウールニングとウラニスムス」（同性愛）。
- 1925年4月8日 - 菊池寛が古今東西の男色に関する博識を披露した手紙を坂田行雄宛に送る[48]。
- 昭和初年 - ゲイバー、ゲイクラブが出現[5]。
- 1930年 - 『犯罪科学』に岩田準一が「本朝男色考」(昭和5-6年)連載。南方熊楠、江戸川乱歩、稲垣足穂らと共に男色研究に足跡。
- 1931年 - 『同性愛の研究』（守田有秋、人生創造社）。

### 1945年-1960年代
- 1945年
  - 第二次世界大戦後初のゲイバー「やなぎ」が、現在の東京都港区新橋の烏森神社参道に開店。1955年に銀座にも出店。
- 1946年
  - 9月『三田文学』に女性同性愛作品「レスボス」が載る。同年10月20日『赤と黒』に「男娼秘話 男を女にする支那風俗物語」掲載。
- 1947年 -『奇譚クラブ』(12月号)に「僕の男妾の告白」が載る。（第二次世界大戦後直後の同性愛を取り上げた雑誌記事一覧も参照）。
- 1949年 - 7月、作家の三島由紀夫が同性愛を告白した『仮面の告白』上梓。
- 1950年代頃？ - 東京都に旅館「砂川屋」、大阪・新世界に同「竹の家」（1953年頃）開店。
- 1946年-1950年頃 - ゲイバー「ブランスウィック」（銀座）、「市蝶」（上野）、「夜曲」（新宿初）開店。
- 1951年
  - 新宿2丁目（現3丁目）初のゲイバー「イプセン」開店。
  - 11月、昭和20年代の日本の同性愛世界を描いた三島由紀夫「禁色」(単行本)発行。
- 1952年
  - 会員制ゲイ雑誌『アドニス』創刊。三島由紀夫、中井英夫、塚本邦雄らが寄稿。
  - 丸山明宏（美輪明宏）が銀巴里デビュー。
- 1954年 - 蘭屋が銀座から新宿2丁目千鳥街に移転。翌1955年、新宿2丁目（当時）要町に移転。
- 1956年 - 一高時代の下級生の美少年との淡い恋と失恋が綴られた福永武彦『草の花』刊行。
- 1958年 - 東京・南池袋に旅館「西武園」（後西武苑）開店[104]。
  - 11月土居通芳監督の修道尼の同性愛を描いた作品『汚れた肉体聖女』公開。
- 1959年
  - 日本のメジャー映画初のゲイフィルムと呼ばれる木下恵介監督の『惜春鳥』公開。
  - 大阪で会員制ゲイ雑誌『同好』（編集長・毛利晴一）創刊。
  - 高橋睦郎が『ミノ・あたしの雄牛』で詩人としてデビュー。高橋氏は同性愛や少年愛について幅広く執筆している。
- 1950年代-1960年代半ば？頃 - 今の新宿2丁目ゲイタウン形成前で、新宿2丁目要町（現・3丁目）、新宿2丁目千鳥街（新宿御苑近く）、花園街（現・新宿ゴールデン街。区役所通り・三光町など含む）にゲイバーがいくらか集まる飲み屋街形成[56]。
- 1960年
  - 1月、男性同性愛専用ページが常設された『風俗奇譚』創刊。
  - 11月(?)、『風俗奇譚』が1961年1月号から女装専用ページ「女装愛好の部屋」常設。
- 1963年
  - 第二次世界大戦後初のゲイ写真集で三島由紀夫を撮った『薔薇刑』（細江英公、集英社）発売。
  - 東京・六本木に吉野ママこと吉野寿雄がゲイバー「吉野」を開店（2000年に六本木ヒルズ建設に伴い閉店）。
- 1964年- 司馬遼太郎の衆道を取り上げた「前髪の惣三郎」が収録された短編小説集「新選組血風録」（中央公論社）刊行（後、大島渚監督により映画化）。
- 1965年 - 『平凡パンチ』(2月15日)に「クールなセックスの時代 同性愛-なぜホモにあこがれるか」掲載。これ以降同誌で同性愛関連記事が増える（平凡パンチタイトル一覧：詳細欄参照）。平凡パンチ以外の第二次世界大戦後の一般誌の同性愛記事については[詳細 5]参照。「日本におけるLGBTの権利#メディア」も参照。
- 1960年代中後半頃か - 新宿御苑近くの「千鳥街」が新宿2丁目仲通り沿いの「新千鳥街」に移転[105]。この頃から現在の2丁目ゲイタウンがスタート。（「新宿二丁目#ゲイ・タウンの歴史」も参照）。
- 1966年 - 矢頭保のゲイ写真集『体道・日本のボディビルダーたち』（ウエザヒル出版社）発売。
- 1967年 - カルーセル麻紀『愛して横浜』で歌手デビュー。
- 1968年
  - 稲垣足穂『少年愛の美学』（徳間書店）が三島由紀夫の後押しもあり、第1回日本文学大賞受賞。
  - 10月、澁澤龍彦責任編集「血と薔薇」（天声出版）創刊。ゲイ雑誌でなかったがメールヌードや男色記事載る。
- 1969年 - ピーターが映画『薔薇の葬列』で俳優デビュー。同年『夜と朝のあいだに』で第11回日本レコード大賞最優秀新人賞受賞。

### 1970年-1980年代
- 1971年
  - 6月27日、東郷健が同性愛者であることを公言して参院選に初立候補。
  - 7月30日、ゲイ雑誌『薔薇族』創刊。
- 1972年 - 新宿地区で最初のゲイショップ「パラダイス北欧」（西口甲州街道沿い）開店。同年ヘテロ男性向けポルノがメインの「カバリエ」新宿3丁目店も開店（どちらの開店月が早いかは未検証）。
- 1973年- 東京・池袋に「陣屋（JIN-YA）」（旧泉）開店[106]。
- 1974年
  - ゲイ雑誌『アドン』（5月号）創刊。
  - 11月、ゲイ雑誌『さぶ』（11月）創刊。
- 1975年
  - ゲイ写真集専業メーカー「梵アソシエーション」（後「梵アートハウス」に変更）設立。
  - 東京渋谷・円山町に旅館「千雅」開店。
- 1970年代半ば頃 - 東京新宿5丁目にゲイディスコの走り「ブラックボックス」開店、同じ頃大阪・堂山町にも「ウォーム・ガン」開店。
- 1976年
  - 新宿五丁目Qフラットに美輪明宏が「クラブ巴里」出店。同年5月同じビルに薔薇族編集長が「談話室 祭」出店。
  - 11月、ゲイ団体「日本同性愛者解放連合」結成、10人近くで数年間活動。
- 1977年
  - 1月、薔薇族50号記念号（3月号）に詩人、寺山修司が『世界はおとうとのために』寄稿。
  - 3月、ゲイ団体「フロントランナーズ」結成、6人前後で数年間活動。
  - 5月、ゲイマガジン『プラトニカ』発刊。後『プラトニカ・クラブ』結成も79年解散[5]。
- 1978年
  - ゲイ雑誌『The Ken』創刊（1981年に『The Gay』に改名）。
  - ゲイ写真集メーカー「ストームプランニング」設立。
  - TBSラジオ『スネークマンショー』の「ウェンズデースペシャル」というコーナーをゲイのタック（TAQ)が担当。カミングアウトし、ニュースレターが出され、OWCというゲイグループも後に生まれた。
- 1979年
  - 東郷健が「雑民党」の前身の「雑民の会」を設立。
  - 3月、プラトニカクラブから数人が参加してJGC（ジャパン・ゲイ・センター）結成。機関誌『GAY』,『CHANGE』を出して82年解散[5]。
- 1970年代後半頃か？、ゲイショップ「エレクト」開店。
- 1970年代後半頃、新宿二丁目にゲイディスコ「MAKO」開店。同じ頃、大阪堂山町に「パイプライン」開店。
- 1970年代後半~80年代前半頃、大阪堂山町にゲイディスコ「クリストファー」開店。
- 1981年
  - 日本在住の外国人ゲイによる「イングリッシュ・スピーキング・オルタネート・ライフスタイル サポートグループ」結成。途中で「東京ゲイサポートグループ」に改名[5]。
  - 8月22日、日本初と思われるゲイビデオ『青春体験シリーズ 少年・純の夏』（フェスター・エンタプライズ）発売。
  - 薔薇族10周年、100号記念号刊行[107]。
- 1982年
  - 日本初の薔薇族映画『白い牡鹿たち』など3本、東京・大阪の成人館で上映。
  - 7月、ゲイ雑誌『サムソン』創刊。
  - ゲイタレント、KINYAが「よめきんトリオ」で人気に。
  - 1982年頃、大阪・堂山町に北欧館開店。
- 1983年
  - ティーン中心のゲイサークル「CLⒶSS」（本部:東京赤羽,大阪《所在地尼崎》、正確な表記はAの外側に◯）結成（それまでも別会名で活動）[5]。
  - 赤塚不二夫「ニャロメのおもしろ性教育」（西武タイム）発売。同書7章で同性愛などが肯定的に取り上げられる。
  - 沖雅也が「おやじ、涅槃でまってる」という遺書を置いて、投身自死。
  - ゲイ写真集メーカー「Y・B・SPORTS」 大阪で設立（後にゲイビデオも出す）。
- 1984年
  - 2月、読売テレビ系『魔性』（レズビアンが主人公）が木曜ゴールデンドラマ枠で放送。
  - IGA（国際ゲイ連盟,現ILGA）日本支部発足。アドン編集長南定四郎氏がIGA（欧州に本部を置くゲイの国際団体）から依頼を受け、日本支部として活動開始。
  - 9月、IGA大阪発足、のちOGC（大阪ゲイ・コミュニティ）に改称。
  - 日本初のゲイ専門映画館「東梅田ローズ劇場」開館。
  - 『野性時代』でゲイ小説「きれいな病気」（マガジンハウス、今野雄二）連載開始。
- 1985年 - 東大阪市長瀬に「上方DJ倶楽部」発足。
- 1986年
  - 3月、「OCCUR」結成、のち「動くゲイとレズビアンの会」（通称OCCUR）と名乗る。
  - 5月1日〜3日まで、IGA（現ILGA）日本（代表・南定四郎）が「第一回アジアゲイ会議」開催。
  - 初のゲイハンドブック『オトコノコのためのボーイフレンド』（少年社）発刊。
  - 天才たけしの元気が出るテレビでゲイのセリーヌ・カンが人気に。
  - ゲイショップ「ルミエール」がエレクトの謎の火災で焼失後に後継店として開店。
- 1987年 - 8月、『別冊宝島』（JICC出版局）「女を愛する女たちの物語」。
- 1988年
  - 88年10月-89年9月まで、フジテレビ系『笑っていいとも』でニューハーフブームの引き金になった「Mr.レディ & Mrタモ金の輪」放送。
  - 12月、ホモセクハラを告発した北公次の『光GENJIへ』（データハウス）発刊。
- 1989年（昭和64年：1月1日 - 1月7日/平成元年：1月8日 - 12月31日）
  - 5月13日、東京新宿・花園神社裏のディスコ「ミロス・ガレージ」にて一般向けクラブとしては初の「ゲイナイト」開催(合計106回)。
  - 売り専模様を描いた比留間久夫『YES・YES・YES』が文藝賞受賞。

### 1990年-2000年代
- 1990年
  - 2月、東京都府中市の「東京都府中青年の家」に宿泊した「動くゲイとレズビアンの会」（OCCUR）のメンバーがキリスト教団体のメンバーらから差別・中傷されるなどトラブル発生。都職員も不適切な対応。その後、翌年に予定していた2回目の宿泊の申し込みを拒否される。OCCURが東京都に抗議し「東京都青年の家事件」としてマスメディアで取り上げられる。
  - 12月、文藝春秋の雑誌『クレア』（91年2月号）が「ゲイルネッサンス'91」を特集。
  - 12月、『IMAGO』（2月号 青土社）で「ゲイの心理学」特集。
- 1991年
  - 2月、東京都府中青年の家裁判が起こされる。
  - 4月、『SPA!』「ゲイの聖地・新宿二丁目ヌーベルバーグ体験ルポ」（4月24日号）掲載。
  - 5月、『DIME』「仕事ができる女はゲイが好き」（5月16日号）掲載。
  - 6月1日、「プライベート・ゲイ・ライフ―ポスト恋愛論」（学陽書房,伏見憲明）発刊。
  - 6月22日、日本初の一般向けドッキュメンタリーゲイ映画『らせんの素描』（小島康史監督）公開。
  - 6月、『IMAGO』（8月号 青土社）で「レズビアン」特集。
  - 7月20日、リヴァー・フェニックスとキアヌ・リーブスがゲイの男娼役で主演した「マイ・プライベート・アイダホ」公開。
  - 8月、『インパクション』（インパクト出版会）71号で「ゲイリベレーション」特集。
  - テレビ朝日系『こだわりTV PRE☆STAGE』で同性愛が特集された。伏見憲明が企画にも参加。同性愛が専門的、多角的に取り上げられたテレビ番組としては日本初。
  - 東京都港区・芝浦「GOLD」でゲイナイト「THE PRIVATE PARTY」開催。同時期、大阪「ゲネシス」(心斎橋ビブレ)でも開催。
- 1992年
  - 3月6日~8日、第1回「東京国際レズビアン&ゲイ映画祭」中野サンプラザにて開催。
  - 7月、『別冊宝島』「ゲイの贈り物」。
  - 8月、フジテレビ系『NONFIX』でゲイ団体の活動をドキュメントした「ピンクトライアングル 素顔の同性愛者たち」放送。
  - 10月24日、豊川悦司と筒井道隆がゲイを演じた映画「きらきらひかる」公開。
  - 朝日放送系「My Teacher's Love ゲイ先生の日常風景」放送。
- 1993年
  - 1月、『別冊宝島』「ゲイのおもちゃ箱」。
  - 7月8日、テレビ東京系『TVチャンピオン』で「ニューハーフ料理名人選手権」放送（翌年3月3日も第2回放送）。
  - 8月、西野浩司『新宿二丁目で君に逢ったら』刊行。
  - 9月、オープンリーゲイの橋口亮輔監督の映画作品で袴田吉彦が主演した『二十才の微熱』公開。一般向けの本格的ゲイ映画としては日本初。
  - 10月9日、奥田瑛二演じるゲイが登場した、滝田洋二郎監督の映画作品『眠らない街 新宿鮫』公開。
  - 10月18日、『アエラ』「当世大学生事情 キャンパスに咲く“ゲイ・ルネサンス”」（1993年10月25日号）掲載。
  - 10月20日、同性愛について本格的に取り上げた日本テレビ系連続テレビドラマ『同窓会』放送。
  - 12月、『マルコポーロ』（1994年2月号）「普段着のゲイ」掲載。
- 1994年
  - 厚生省（現在の厚生労働省）が同性愛を治療の対象から除外した世界保健機関（WHO）などの見解を踏襲。
  - 文部省（現在の文部科学省）が児童生徒指導書の「性非行」の項目から同性愛を削除。
  - 2月17日、『別冊宝島』「ゲイの学園天国」。
  - 3月24日、TBS系『上岡龍太郎がズバリ!』で「ゲイ50人集合」放送。その後「サラリーマンのゲイ」、「ミス・ダンディ」も取り上げられる。
  - 3月31日、TBS系『上岡龍太郎スペシャル』「ミスターレディー全国大会・第1回」放送。
  - 4月、「GAY-FRONT関西」(現G-FRONT関西)が「ぷあぷあ」など既存3団体を統合して発足）。
  - 8月28日、ゲイ・パレード（ILGA日本が中心の実行委員主催）が日本で初開催される。各種ニュースや9月放送TBS系『ドキュメントDashDash』などで取り上げられる。
  - 9月29日、TBS系『上岡龍太郎スペシャル』「ミスターレディー全国大会・第2回」放送。
  - 11月、ゲイ雑誌『Badi』（95年1月号）創刊。
- 1995年
  - 日本精神神経学会が同性愛を治療対象から除外したWHOの見解を尊重すると発表。
  - 2月、『SPA!』ゲイ特集「ゲイたちの素顔が知りたい」掲載。
  - 3月、ゲイ雑誌『G-men』創刊。
  - 8月、西野浩司のゲイ短編小説集「ティッシュ」刊行。
  - 9月、『IMAGO』（11月号 青土社）で「ゲイ・リベレーション」特集。
  - 12月16日、橋口亮輔監督の2作目で、岡田義徳主演「渚のシンドバッド」公開。
  - 12月27日、日テレ系『日本全国ニューハーフ100人・美と根性の祭典・第1回』放送。
- 1996年
  - 3月26日、日テレ系『日本全国ニューハーフ100人・美と根性の祭典・第2回』放送。
  - 6月、北海道札幌市で国内で2番目に早いLGBTパレード「第1回レズ・ビ・ゲイ・プライドマーチ札幌」（99年以降レインボーマーチ札幌）初開催。
  - ゲイ専用出会い系サイト「MEN'S NET JAPAN」開設。
  - 高校の男性教師と男子生徒との同性愛関係を描いた福島次郎『バスタオル』が第115回芥川賞候補に。
- 1997年
  - 5月、『現代思想』「総特集レズビアン／ゲイ・スタディーズ」。
  - 9月、府中青年の家裁判で控訴審判決。動くゲイとレズビアンの会の訴えが認められ結審。
  - 4月12日、刑務所内での看守による少年への性的虐待を告発した映画「スリーパーズ」公開。
  - 12月、西野浩司のゲイ短編小説集としては2作目の「森の息子」刊行。
- 1999年- 12月18日、新撰組における男色を描いた映画『御法度』公開。
- 1990年代終わり-2000年頃 - ゲイ向け携帯サイト「ゲイモード」開設。
- 2003年
  - 4月27日、上川あやがトランスジェンダーを表明して、世田谷区議会議員に当選。
  - 8月、東京都新宿区・新宿二丁目にLGBTコミュニティセンター「コミュニティセンターakta」開館。
  - 9月14日、北海道札幌市にて開催された「レインボーマーチ札幌」の上田文雄市長がスピーチをし、LGBTのイベントに参加した初の自治体首長になった。
  - 同年秋より都市再生機構が同性間のカップルにも住宅の貸し出しを認める。
  - 12月、宮崎県都城市が全国で初めて同性愛者の人権擁護を明記した条例可決・施行。
- 2004年
  - 性同一性障害者特例法成立。
  - 11月、京都府初の「レインボーパレード」開催。
- 2005年
  - 大阪府議会議員であった尾辻かな子（のち参議院議員、衆議院議員）が自身がレズビアンであることをカミングアウト。
  - 9月18日、レインボーマーチ札幌に北海道知事・高橋はるみのメッセージが寄せられる。
  - 9月、大阪市でも同性間カップルに住宅の貸し出し認める。
- 2006年
  - 5月13日、兵庫県神戸市で同市初のLGBTパレード「神戸ゲイパレード」開催。
  - 9月22日、宮崎県都城市が新市移行に伴い旧共同参画条例から「性的指向」を削除し可決（同年10月1日施行）。
  - 10月22日、大阪府初のLGBTパレード「関西レインボーパレード」開催。
- 2007年
  - 5月4日、福岡県初のLGBTパレード「クィア・レインボー・パレード in 博多」開催。
  - 8月11日、第6回「東京プライドパレード」に初めて厚生労働省と東京都が後援につき、桑原敏武渋谷区長と中山弘子新宿区長からメッセージが寄せられる。

### 2010年代
- 2011年 - ゲイの石川大我（現：参議院議員）が東京都豊島区議会議員に、石坂わたるが同中野区議会議員に当選。
- 2012年
  - 4月20日、日本テレビ系『ガチガセ』「AKBvs番長！おネエも…整形も…ウソ全部見破ります」放送。
  - 4月29日、東京レインボープライド（TRP）が代々木公園で開催。以後、毎年4月か5月に開催。
  - 10月27日、名古屋市（愛知県）初のLGBTパレード「第1回虹色どまんなかパレード」開催。
  - 11月24日、沖縄県初のLGBTパレード「沖縄市レインボーパレードin沖縄国際カーニバル2012」開催。
- 2013年
  - 3月-8月、フジテレビ系テレビ番組『森田一義アワー 笑っていいとも!』（2014年放送終了）で「オネメン・コンテスト」開催。非女装、非オネエのゲイも出場するようになる。
  - 5月、民主党参議院議員の室井邦彦（比例区）が辞職したため、公職選挙法の規定により尾辻かな子元大阪府議会議員（レズビアン）が参議院議員に繰り上げ当選した[108][109]（同年7月の参議院選挙には出馬せず、任期満了）。同性愛者（LGBT）であることを公表した初めての国会議員の誕生。
  - 8月、ゲイビデオ会社ゲームスが、出演モデル（ゲイポルノ男優）を勧誘した際に「顔は映さない」「一般には出回らない」などと約束したにも拘わらず、実際は顔を映して制作しインターネット配信で発売していたことが発覚。出演者は特定され個人情報も流出し、メディアでも大きく報じられたことで出演者はバッシングを受けることになった。またモデルが一度出演した後に「（顔が映った）映像をばらすぞ」と脅し、2回目の出演を強要していたことも発覚した[110]。
- 2015年
  - 2月、東京都渋谷区議会が同性カップルに対して「結婚に相当する関係」と認める証明書を発行するという条例案をまとめ、3月に提出することを発表する。日本の地方自治議会では初の試み[111]。
  - 3月31日、同性カップルを結婚に相当する関係と認め、「パートナー」として婚姻届と同等として証明する東京都渋谷区の『渋谷区男女平等及び多様性を尊重する社会を推進する条例』が、渋谷区議会本会議で、賛成多数で可決、成立[112][113][114]。採決結果は、定数34のうち自由民主党区議ら計11人が反対した[112][113][114]。同条例は、男女平等や多様性の尊重をうたった上で、「パートナーシップ証明」を実施する条項を明記[112][113][114]。パートナーシップを「男女の婚姻関係と異ならない程度の実質を備える関係」と定義[112][113][114]。同性カップルがアパートの入居や病院での面会を断られるケースなどに配慮し、不動産業者や病院に、証明書を持つ同性カップルを夫婦と同等に扱うよう求めている[112][113][114]。条例の趣旨に反する行為があり、是正勧告などに従わない場合は、事業者の名前を公表する規定も盛り込まれている[112][113][114]。
  - 4月1日、東京都渋谷区がパートナーシップ宣誓制度を開始。全国で初[112][113][114]。
  - 8月24日、一橋大学法科大学院の男子学生が同性愛者であることを暴露されたことに苦しみ、パニック障害の発作を起こして大学の建物6階ベランダから転落して死亡した。（一橋大学アウティング事件）
- 2017年
  - 10月22日、第48回衆議院議員総選挙投開票の結果、大阪2区から立憲民主党公認で出馬した元参議院議員の尾辻かな子が[115][116][117]自由民主党の左藤章に敗れ、次点の日本維新の会の椎木保より2万票近く下ったものの、比例復活で当選を果たした[118]。
- 2019年（平成31年：1月1日 - 4月30日/令和元年：5月1日 - 12月31日）
  - 4月6日 - 6月29日、よしながふみ原作漫画の実写化で、西島秀俊と内野聖陽がW主演で同居ゲイカップルを演じたテレビドラマ「きのう何食べた?」（テレビ東京系）放送（2020年1月1日：スペシャル版放送、2021年11月：映画版公開予定）。
  - 7月21日、第25回参議院議員通常選挙投開票の結果、比例代表に立憲民主党公認で立候補した石川大我（ゲイ）が[119]初当選した[120]。石川は尾辻かな子に続き[121]、日本において同性愛者（LGBT）であることを公表している2番目の国会議員となった。

### 2020年代
- 2021年
  - 3月17日、2019年2月に北海道内のカップル3組6人が同性同士の法律婚を認めないのは憲法違反として慰謝料の支払いを国に要求した訴訟の判決で、札幌地方裁判所（武部知子裁判長）は原告の請求を棄却するも、法の下の平等を定めた憲法14条に照らし、「同性婚禁止は違憲」との判断を下した[122]。これに対し、加藤勝信内閣官房長官（菅義偉内閣）は同日午後の定例記者会見で、「現段階では確定前の判決であり、また他の裁判所に継続中の同種訴訟もある。そうした訴訟の判断も注視していきたい」「政府としては、婚姻に関する民法の規定が憲法に反するものとは考えていない」と述べた。一方、税制や相続面での不利益の是正に関しては「判決の詳細について承知していないと申し上げたが、今後、法務省などで精査することになる」とも述べた[123]。なお、裁判所の下級裁判所裁判例速報によると、違憲とされたのは、同性愛者に対して婚姻によって生じる法的効果の一部ですらもこれを享受する法的手段を提供しないことである[124][125]。
  - 3月19日、同性カップルにおける不貞行為をめぐる慰謝料請求訴訟において、請求を認容した第一審（宇都宮地方裁判所真岡支部（中畑洋輔裁判官））[126]、控訴審（東京高等裁判所（秋吉仁美裁判長））[127]に続き、最高裁判所が上告を棄却したことで、「同性カップル間でも内縁関係が成立する」との司法判断が確定した[128]。

## 同性愛者と社会

### ゲイのコミュニケーション
太平洋戦争後、ゲイは時代の中でマイナーな存在であり、ゲイ情報と言えば、太平洋戦争後初期は「アドニス」(1951年)などの会員制ゲイ雑誌や、ノンケ（異性愛者男性）向けSM雑誌「風俗奇譚」(1960年)などのゲイコーナー、その後は、1970代に創刊ラッシュを迎える薔薇族などの商業ゲイ雑誌などからしか得られなかった。そのゲイ雑誌は新聞などに広告が掲載されなかったため、書店で偶然発見するなどの手段しかなかった。運良くゲイ雑誌を発見できたなら良かったものの、多くのゲイにはゲイ雑誌の存在自体知られておらず、「自分は異常ではないか」と人知れず悩むゲイも少なくなかった。
それが1990年頃からマスメディアでゲイブームが起き、文藝春秋の「クレア」（1991年2月号「ゲイ・ルネッサンス」）などの雑誌やテレビの情報番組などでゲイに関する事柄が比較的多く取り上げられ、ゲイにとっての情報源は次第に拡大した。その中でゲイ雑誌や新宿二丁目の存在も知られていった（但しその前にも1970年代にはフジテレビ系「3時のあなた」に、薔薇族の伊藤文学が出演したりインタビューに答えることがあり、それでゲイ雑誌の存在を知った人もいた）。
出会いツールの変遷
ゲイ雑誌の通信欄（1960年代 - 1990年代前半頃まで）
出会いツールも大きな変化を見せた。太平洋戦争後初期は口コミで広がった公園などの野外や映画館の暗がり、またそこで出会った人に教わったゲイバーなどに頼るしかなかった。そのゲイバーといっても女装者がノンケを接待するバーが全国に数えるほどあるだけで、ゲイ同士で出会える店は皆無に等しかった。それがゲイ雑誌（風俗奇譚含む）が創刊されてからは文通欄で出会えるようになり、出会いに革命がもたらされた。薔薇族にはゲイ同士の交際欄、サークル欄、未成年ゲイの友人募集覧「少年の部屋」、レズビアンの為の「百合族コーナー」などがあった。ただ出版社の編集部を経由するので実際に会えるまで数週間から数ヶ月はかかり、切手を貼ったり写真を同封するなど手間もかかった。自宅宛に送られてくるので家族に見られる不安もあり、実際に息子宛てに送られてきた手紙を両親が見てショックを受け、薔薇族編集長の下に相談に訪ねたなどというエピソードもあった。
伝言ダイヤル & ダイヤルQ2（1980年代後半以降）
そんな中、1980年代後半になるとゲイ専用の伝言ダイヤルやダイヤルQ2が登場することで様変わりし、自宅の電話から見知らぬゲイ同士が出会えるようになった。携帯電話やポケベルは既にあったが普及していない頃なので、予め目印や着ていく服装を決めて会っていた。ただゲイダイヤルの番号は殆どがゲイ雑誌に載っていたため、ゲイ雑誌を購入した人にしか知られていなかった。
インターネット（1995年以降）
Microsoft Windows 95が発売された1995年以降、それまでは一部の人々が利用するにすぎなかったインターネットとパーソナルコンピュータ（パソコン）が爆発的に普及する。この頃から「MEN'S NET JAPAN」（1996年開設）などに代表されるゲイ専用出会い系サイトが急激な普及をみせ始め、1998年には携帯電話でもインターネットサービスが始まり、「ゲイモード」などのゲイ向け出会い系携帯サイトも広まり始めた。インターネットは自宅にいながら誰でもゲイに関する情報を調べたり、ゲイ同士で出会うことを可能にし、世間体を気にしていた人や地方在住者、さらには外国人らとも交流が容易になった。また気軽に見ることの出来なかった男性ポルノや成人漫画も見る事が可能になり、インターネットを切っ掛けにゲイとして自覚する者も多くなった。
スマートフォンのアプリ（2009年以降）
2009年からは従来の出会い系サイトが更に進化し、SNS機能も兼ねた「Jack'd」（ジャックト）、「Grindr」（グラインダー）などのゲイ向け出会いアプリも登場した。スマートフォン（スマホ）向けに開発されたもので、登録するとGPS機能を使って、近くにいるゲイを検索できる。なお従来の出会い掲示板が国内向けが中心だったのに対し、それらのアプリは世界中のゲイが同じものを利用しているため、地球規模での出会いがより容易になった。
但し、最近はこのアプリを悪用する異性愛者の男女が増え、同性愛者と偽って登録し、近くにいるゲイを探し、友人に笑いや話のネタで報告したり、ネットで晒したりする被害事例が相次いでいる。2013年6月28日放送BSジャパン『大竹まことの金曜オトナイト』ではこのアプリが見世物のように取り上げられ、収録現場に潜入取材したテレビドガッチは「（番組で）ゲイ向けSNSの存在を知って『登録してみたいよね』なんて声があがるなど、自分でも思わず実践したくなるようなトピックが満載」と、ゲイ向けアプリの異性愛者の興味本位の利用を促すように紹介された。因みにこの番組が放映された日のBSジャパン公式サイトでは、同番組がアクセスランキング1位になっていた。
出会い詐欺・女版ネカマ
かつてはゲイ雑誌の文通欄、今ではネットで、異性愛女性がゲイを装ってゲイ男性に近づいたり、彼らを騙す犯罪紛いの行為（出会い詐欺）も起きている。1959年に大阪で創刊された会員制ゲイ雑誌「同好」にも実話が紹介されていて、文通欄で「16歳の高校1年男子」と名乗り、知り合ったゲイから郵送で金を無心していたのは、当時40過ぎの女だった。